# Т-72УА
Т-72УА (T-72UA) — экспортный вариант модернизации советского основного боевого танка Т-72.

## История
Первый образец (получивший наименование Т-72Е1) прошёл модернизацию в Харькове (на ГП «Харьковский бронетанковый ремонтный завод»), однако в дальнейшем переоборудование осуществлял Киевский бронетанковый завод.
9 мая 2011 года танк Т-72Е1 был представлен на параде в Харькове, посвящённом 66-й годовщине Победы в Великой Отечественной войне 1941—1945 гг..
В начале июня 2011 года ГК «Укрспецэкспорт» был заключён контракт на поставку 200 танков для вооружённых сил Эфиопии (стоимость контракта составила свыше 100 млн. долларов США). В течение 2011 года Эфиопии были поставлены первые 72 танка, в 2012 году — ещё 99 танков, в период с начала января до ноября 2013 года — ещё 16 танков, оставшиеся танки были поставлены до конца 2013 года.
В 2012 году танк был предложен для вооружённых сил Казахстана (в мае 2012 года один Т-72UA был представлен на выставке «KADEX-2012»).
На начало апреля 2014 года стоимость одного произведённого на экспорт Т-72Б, переоборудованного до уровня Т-72UA1 составляла около 200—250 тыс. долларов США (примерно столько же, сколько стоимость одного танка Т-64Б, модернизированного до уровня Т-64БВ1).
6 декабря 2014 года вооружённым силам Украины передали партию техники, в составе которой были танки Т-72УA.
В начале июля 2015 года стало известно о наличии на одном из предприятий ГК «Укроборонпром» ещё двух Т-72УA, которые были предложены министерству обороны Украины, но не были переданы украинской армии. Сообщается, что эти танки не были переданы по причине несоответствия тактико-технических характеристик модернизированных Т-72УA требованиям к бронетанковой технике вооружённых сил Украины.

## Описание
Т-72УА представляет собой модернизированный вариант танка Т-72Б советского производства, оснащённый другим двигателем и динамической защитой (на башне устанавливается динамическая защита «Нож», на корпусе танка сохранена динамическая защита типа «Контакт-1»).
Помимо двигателя 5ТДФМА, в моторно-трансмиссионное отделение танка установлена вспомогательная силовая установка ЭА-10-2. Модернизация позволила оптимизировать танк к условиям эксплуатации в странах с жарким климатом (при температуре окружающего воздуха свыше +50 °С).
В состав штатного прицельного комплекса 1А40-1 введён дополнительный прицел-прибор наведения серии 1К13-49, обеспечивающий возможность применения вводимых в состав боекомплекта украинских танковых управляемых ракет комплекса «Комбат».

## Варианты и модификации
- T-72UA1 — вариант для вооружённых сил Эфиопии (в качестве зенитного пулемёта на башне установлен 12,7-мм пулемёт ДШКМ).
- T-72UA4 — вариант, предложенный для вооружённых сил Казахстана (в качестве зенитного пулемёта на башне установлен 12,7-мм пулемёт НСВТ).

## Страны-эксплуатанты
- Эфиопия
- Украина